# فخرالزمان جبار وزیری

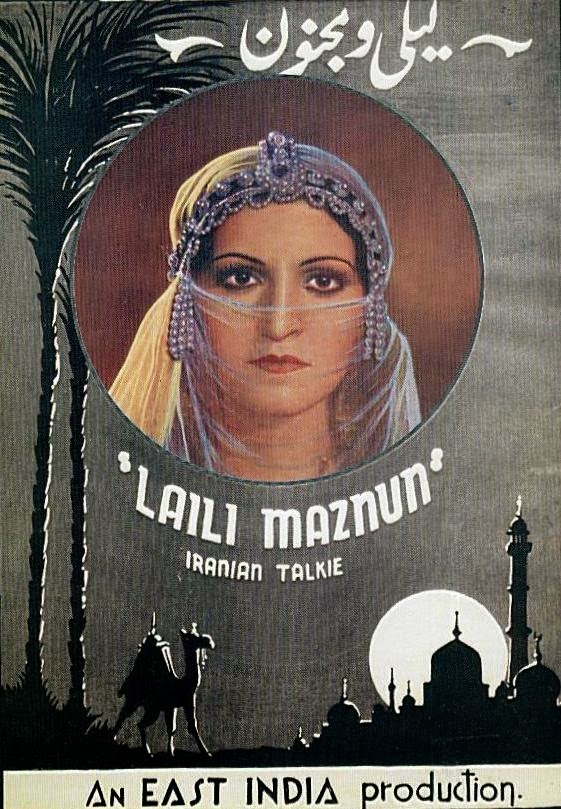
تصویر جباری در پوستر فیلم لیلی و مجنون

فخرالزمان جبار وزیری (زادهٔ ۱۲۹۱ – درگذشتهٔ ۱۳۸۸) بازیگر ایرانی بود. او یکی از بازیگران پیشگام سینمای ایران بود و بیشتر به خاطر بازی در سه فیلم ایرانی به کارگردانی عبدالحسین سپنتا مشهور بود. این سه فیلم شیرین و فرهاد، چشم‌های سیاه و لیلی و مجنون هستند. تصویر او با چشم های درشت و ابروهای کشیده را به عنوان تصویری تیپیک از زیبایی چشمگیر زنان شرقی می دانستند.

## فیلم‌شناسی
- شیرین و فرهاد (۱۳۱۳)
- چشم‌های سیاه (۱۳۱۵)
- لیلی و مجنون (۱۳۱۶)